# 白旺
白旺（？—1645年），大顺重要军事将领。
早年是大顺军將領。崇祯十六年，李自成攻取陝西时，白旺镇守德安，以吴从绳为府尹，方奉三为推官，“兵甚強，且有紀律，能得下心”。白旺多次與左良玉抗衡。李自成兵敗山海關後，白旺部主力随李自成东下，清军占领襄阳、荆州、承天、德安等四府。李自成牺牲後，大順軍中大亂，部下王體中乘機杀害白旺于兴国州，率部向清军英亲王阿济格投降。